# Alfonso II del Portogallo
Alfonso Sanchez, detto il Grasso, Alfonso anche in spagnolo e in asturiano, Afonso in portoghese e in galiziano, Alfons in catalano, Alifonso in aragonese e Alfontso in basco, Adefonsus o Alfonsus in latino (Coimbra, 23 aprile 1185 – Coimbra, 25 marzo 1223), fu il terzo re del Portogallo, dal 1212 al 1223.

## Origine
Secondo il Nobiliario del Conde de Barcelos Don Pedro, Hijo del Rey Don Dionisio, Alfonso era il figlio maschio secondogenito del re del Portogallo Sancho I e di Dolce di Barcellona (1160-1198), che secondo la Corónicas" Navarras, era figlia del conte di Barcellona Raimondo Berengario IV e della regina di Aragona Petronilla.

Secondo il Roderici Toletani Archiepiscopi De Rebus Hispaniæ Sancho era figlio del re del Portogallo Alfonso I e della principessa Mafalda di Savoia (1125-1158), figlia del settimo Conte di Savoia e Conte d'Aosta e di Moriana, quegli che sarebbe stato il primo ad assumere ufficialmente il titolo di Conte di Savoia, Amedeo III, e di Adelaide, di cui non si conoscono gli ascendenti.

## Biografia
Il cronista Rodrigo Jiménez de Rada, nel suo De Rebus Hispaniæ, lo elenca tra i figli di Sancho I e Dolce di Barcellona chiamandolo Aldefonsum e specifica che succedette a suo padre.
Suo fratello, il maschio primogenito, Raimondo del Portogallo (circa 1180-1189), citato nella Quarta parte da Monarchia lusitana, che era stato incoronato principe del Portogallo, nel 1185, morì prematuramente e fu tumulato a Coimbra e Alfonso divenne il designato successore.
Nel 1206 sposò Urraca di Castiglia (1186/87-1220), che secondo la Cronaca di Alberico delle Tre Fontane  (Urraca regina Portugalie) era la figlia del re di Castiglia, Alfonso VIII e di Eleonora Plantageneta, figlia del re d'Inghilterra Enrico II e di sua moglie la duchessa d'Aquitania Eleonora, ex regina di Francia.

Stemma della Casa capetingia di Borgogna del Portogallo dal 1180 al 1247

Nel 1209, suo padre, Sancho I, redasse un testamento in cui dichiarò suo successore Alfonso e stabilì lasciti per tutti gli altri figli, legittimi ed illegittimi.
Alfonso divenne re nel 1212, alla morte del padre Sancho I, che morì a Coimbra, il 26 marzo del 1212, e a Coimbra fu tumulato nel monastero della Santa Croce, dove erano già stati tumulati i suoi genitori, come riporta il Roderici Toletani Archiepiscopi De Rebus Hispaniæ, ; il Breve Chronicon Alcobacense riporta che fu sepolto accanto alla moglie, Dolce, la madre di Alfonso, nel 1198.

Subito dopo essere salito al trono Alfonso II fece una donazione (Alphonsus filius regis D. Sancii et Reginæ D. Dulciæ et nepos regis D. Alphonsi una cum uxore mea regina D. Urraca et filio meo Infante D. Sancio).
Come riporta lo storico britannico Edgar Prestage, Alfonso convocò immediatamente le cortes, dove fu deciso che il diritto canonico entrasse a fare parte della legge del regno e che qualsiasi legge civile in contrasto con esso dovesse essere abrogata. Il clero inoltre, in quanto gestore di scuole e ospedali, fu esentato da molte tassazioni; in cambio il clero accettò una legge che proibiva alle corporazioni ecclesiastiche di acquistare altra terra.
Papa Innocenzo III immediatamente gli confermò il titolo reale.
Nel luglio del 1212 Alfonso inviò un contingente di truppe portoghesi che si unì all'esercito dei regni cristiani di Aragona, Castiglia e Navarra, che sconfisse le truppe musulmane degli Almohadi nella battaglia di Las Navas de Tolosa.
Dopo la morte del padre, le sorelle di Alfonso, Teresa, Sancha e Mafalda avevano ricevuto in eredità tre castelli, unitamente alle rispettive città, con le relative rendite. Ma Alfonso II rifiutava di consegnare loro città e castelli, in quanto temeva che, una volta riconosciuto il diritto di proprietà alle sorelle, eventuali eredi avrebbero poi potuto succedere loro e spezzare l'unità del regno.

Da questo fatto nacque una disputa tra il re e le tre sorelle, che avevano l'appoggio del fratello Pietro e di buona parte della nobiltà; la disputa portò ad un conflitto che vide il re del León, schierato dalla parte della ex moglie, e il re di Castiglia, schierato con Alfonso (per riconoscenza delle truppe inviate a Las Navas de Tolosa), che, nel 1217, risultò vincitore sui nobili ribelli, anche per l'arbitrato favorevole di Innocenzo III.

Il fratello Pietro dovette lasciare il Portogallo e si rifugiò in León, dove la sorella Teresa era stata regina.
Nel 1217 una flotta crociata, al comando dei conti d'Olanda, aiutò le truppe portoghesi, senza la presenza del re, a porre l'assedio ad Alcácer, che cadde dopo due mesi, il 18 ottobre.

Sempre in quell'anno garantì alcune proprietà a Gonzalo Gomes.
Nel 1218 sorse una disputa tra il cancelliere del re ed il vescovo di Lisbona, circa la supremazia del potere civile sul clero, ed il re appoggiò il suo cancelliere
La legge contro la manomorta, che avrebbe impedito alla terra di passare nella mano del clero, a detrimento delle risorse dello stato, non era mai stata applicata e allora Alfonso cominciò a violare le immunità della chiesa e i privilegi garantiti al clero dalle cortes nel 1211

L'arcivescovo di Braga convocò un'assemblea di prelati e, dopo aver condannato l'operato pubblico e la condotta adultera di Alfonso, scomunicò lui ed i suoi ministri.
Dopo il 1220 il papa Onorio III, intervenuto in favore dell'arcivescovo, non avendo ottenuto alcun risultato, minacciò Alfonso di sciogliere i suoi sudditi dall'obbligo di fedeltà; Alfonso allora si sentì minacciato e fece pace con la chiesa.
Nel 1221, Alfonso II fece testamento in cui dichiarò suo successore il figlio, Sancho e stabilì che se fosse morto senza discendenza gli sarebbe succeduto il secondo figlio, Alfonso, e quindi la figlia Eleonora (Imprimis mando quod filius meus Infans D. Sancius, quem habeo de Regina D. Urraca, habeat Regnum integre & in pace. Et fi iíte mortuus fuerit finefemine legitimo, maior filius quemcunq habuero de Regina D. Urraca habeat Regnum meum integre & in pace. Et íi filium maículum non habuero de Regina D. Urraca, filia mea Infans D. Lianor, quam de ipfa Regina habeo, habeat Regnum.).
Dopo circa due anni, nel 1223, Alfonso morì.

Il cronista Rodrigo Jiménez de Rada, nel suo De Rebus Hispaniæ, racconta che Alfonso fu inumato nel monastero di Alcobaça; il Breve Chronicon Alcobacense riporta che fu sepolto accanto alla moglie, Urraca
Alla sua morte gli succedette il figlio Sancho II.
Comunque Alfonso II fu il re che per primo attese alla sistematica compilazione delle leggi portoghesi.

## Discendenza
Alfonso ed Urraca ebbero cinque figli:
- Sancho (1207-1248), re del Portogallo[6].
- Alfonso (1210-1279), re del Portogallo[6].
- Eleonora (1211-1231), come riportano gli Annales Ryenses sposò nel 1229 Valdemaro il Giovane (1209-1231), co-regnante con il padre, Valdemaro II di Danimarca[19].
- Ferrante (1217-1246), signore di Serpa e Lamego, nel 1242 sposò Sancha Fernandez di Lara[6] da cui ebbe una figlia:
  - Eleonora del Portogallo (1244-?) di cui si hanno scarse notizie, ma che secondo il Roderici Toletani Archiepiscopi De Rebus Hispaniæ sposò un re di Danimarca al quale non diede figli[6].
- Vicente (1219 - morto giovane), sepolto nel monastero di Alcobaça[2].

Alfonso ebbe anche un figlio naturale da un'amante di cui non si conosce il nome:
- Giovanni Alfonso (? - 1234, riportato nella Quarta parte da Monarchia lusitana[20]), sepolto nel monastero di Alcobaça[2].

## Ascendenza
|                                      |                                       |                                      | Genitori                 |  |  | Nonni |  |  | Bisnonni              |  |  | Trisnonni             |  |
|                                      |                                       |                                      |                          |  |  |       |  |  | Enrico del Portogallo |  |  | Roberto I di Borgogna |  |
|                                      |                                       |                                      |                          |  |  |       |  |  | Enrico del Portogallo |  |  | Roberto I di Borgogna |  |
|                                      |                                       | Sibilla di Barcellona                |                          |  |  |       |  |  | Enrico del Portogallo |  |  |                       |  |
| Alfonso I del Portogallo             |                                       |                                      |                          |  |  |       |  |  | Enrico del Portogallo |  |  |                       |  |
|                                      |                                       | Teresa di León                       | Alfonso VI di León       |  |  |       |  |  |                       |  |  |                       |  |
|                                      |                                       | Teresa di León                       | Alfonso VI di León       |  |  |       |  |  |                       |  |  |                       |  |
|                                      |                                       | Teresa di León                       | Jimena Núñez de Lara     |  |  |       |  |  |                       |  |  |                       |  |
| Sancho I del Portogallo              |                                       | Teresa di León                       |                          |  |  |       |  |  |                       |  |  |                       |  |
|                                      |                                       | Amedeo III di Savoia                 | Umberto II di Savoia     |  |  |       |  |  |                       |  |  |                       |  |
|                                      |                                       | Amedeo III di Savoia                 | Umberto II di Savoia     |  |  |       |  |  |                       |  |  |                       |  |
|                                      |                                       | Amedeo III di Savoia                 | Giselda di Borgogna      |  |  |       |  |  |                       |  |  |                       |  |
| Mafalda di Savoia                    |                                       | Amedeo III di Savoia                 |                          |  |  |       |  |  |                       |  |  |                       |  |
|                                      |                                       | Adelaide                             | …                        |  |  |       |  |  |                       |  |  |                       |  |
|                                      |                                       | Adelaide                             | …                        |  |  |       |  |  |                       |  |  |                       |  |
|                                      |                                       | Adelaide                             | …                        |  |  |       |  |  |                       |  |  |                       |  |
| Alfonso II del Portogallo            |                                       | Adelaide                             |                          |  |  |       |  |  |                       |  |  |                       |  |
|                                      | Raimondo Berengario III di Barcellona | Raimondo Berengario II di Barcellona |                          |  |  |       |  |  |                       |  |  |                       |  |
|                                      | Raimondo Berengario III di Barcellona | Raimondo Berengario II di Barcellona |                          |  |  |       |  |  |                       |  |  |                       |  |
|                                      | Raimondo Berengario III di Barcellona | Matilde d'Altavilla                  |                          |  |  |       |  |  |                       |  |  |                       |  |
| Raimondo Berengario IV di Barcellona | Raimondo Berengario III di Barcellona |                                      |                          |  |  |       |  |  |                       |  |  |                       |  |
|                                      |                                       | Dolce I di Provenza                  | Gilberto I di Gévaudan   |  |  |       |  |  |                       |  |  |                       |  |
|                                      |                                       | Dolce I di Provenza                  | Gilberto I di Gévaudan   |  |  |       |  |  |                       |  |  |                       |  |
|                                      |                                       | Dolce I di Provenza                  | Gerberga di Provenza     |  |  |       |  |  |                       |  |  |                       |  |
| Dolce di Barcellona                  |                                       | Dolce I di Provenza                  |                          |  |  |       |  |  |                       |  |  |                       |  |
|                                      |                                       | Ramiro II d'Aragona                  | Sancho Ramírez d'Aragona |  |  |       |  |  |                       |  |  |                       |  |
|                                      |                                       | Ramiro II d'Aragona                  | Sancho Ramírez d'Aragona |  |  |       |  |  |                       |  |  |                       |  |
|                                      |                                       | Ramiro II d'Aragona                  | Felicia di Ramerupt      |  |  |       |  |  |                       |  |  |                       |  |
| Petronilla d'Aragona                 |                                       | Ramiro II d'Aragona                  |                          |  |  |       |  |  |                       |  |  |                       |  |
|                                      |                                       | Agnese d'Aquitania                   | Guglielmo IX d'Aquitania |  |  |       |  |  |                       |  |  |                       |  |
|                                      |                                       | Agnese d'Aquitania                   | Guglielmo IX d'Aquitania |  |  |       |  |  |                       |  |  |                       |  |
|                                      |                                       | Agnese d'Aquitania                   | Filippa di Tolosa        |  |  |       |  |  |                       |  |  |                       |  |
|                                      |                                       | Agnese d'Aquitania                   |                          |  |  |       |  |  |                       |  |  |                       |  |

### Fonti primarie
- (LA)  Monumenta Germaniae Historica, Scriptores, tomus XVI.
- (LA)  Provas da Historia Genealogica da Casa Real Portugueza (Lisbon), Tomo I.
- (LA)  Recueil des historiens des Gaules et de la France. Tome 12
- (LA)  #ES España sagrada, Volume 23.
- (ES)  Corónicas" Navarras.

### Letteratura storiografica
- Edgar Prestage, Il Portogallo nel Medioevo, in Storia del mondo medievale, vol. VII, 1999, pp.576–610
- (EN)  The early history of the house of Savoy (1000-1233)
- (ES)  Nobiliario del Conde de Barcelos Don Pedro, Hijo del Rey Don Dionisio.
- (PT)  #ES Terceira parte da monarchia lusitana
- (PT)  #ES Quarta parte da Monarchia lusitana
- (PT)  #ES Chronica Breve do Archivo Nacional, Portugaliæ Monumenta Historica, Scriptores, Vol. I
- (PT)  #ES Historia Genealogica da Casa Real Portugueza (Lisbon), Tomo I